# Departamento Trenel
Trenel es un departamento de la provincia de La Pampa en Argentina.

## Gobiernos locales
Su territorio se divide entre:
- Municipio de Arata
- Municipio de Trenel
- Municipio de Metileo (parte de su zona rural está en los departamentos Conhelo, Maracó y Quemú Quemú)
- Zona rural del municipio de Alta Italia (el resto se extiende por el departamento Realicó)
- Zona rural del municipio de Embajador Martini (el resto se extiende por el departamento Realicó)
- Zona rural del municipio de Ingeniero Luiggi (el resto se extiende por los departamentos Rancul y Realicó)
- Zona rural del municipio de Vértiz (el resto se extiende por los departamentos Maracó, Chapaleufú y Realicó)
- Zona rural del municipio de Monte Nievas (el resto se extiende por el departamento Conhelo)
- Zona rural del municipio de Eduardo Castex (el resto se extiende por el departamento Conhelo)
- Zona rural del municipio de Caleufú (el resto se extiende por el departamento Rancul)
- Zona rural de la comisión de fomento de Speluzzi (el resto se extiende por el departamento Maracó)

## Población
El departamento contó con 5702 habitantes (Indec, 2022), lo que representó un incremento del 5.1% frente a los 5426 habitantes (Indec, 2010) del censo anterior.  
| Gráfica de evolución demográfica de Trenel entre 1991 y 2022 |
|                                                              |
| Fuente: censos nacionales del INDEC                          |